# Novara di Sicilia
Novara di Sicilia ou Novare de Sicile (en gallo-italique Nuè) est une commune italienne de la province de Messine dans la région Sicile en Italie.
Elle a une superficie de 49,18 km2 et comptait 1 447 habitants en 2010.

## Toponymie
Le village se nomme à l'origine Noa, mot sicane signifiant jachère, appelé ainsi d’après la nouvelle méthode de culture du blé qu'avaient importée les Grecs. Il prend ensuite le nom de Novalia sous les Romains puis de Nouah (jardin, potager ou fleur) sous les Arabes. Au Moyen Âge il passe de Noeac, à Nugaria, à Nugara, à Nucaria, à Novaria, à Noara et enfin à Novara,.

## Géographie
Le village de Novara di Sicilia se trouve en Sicile dans la Province de Messine, à la limite entre les Nébrodes et les monts Péloritains, deux chaînes de montagnes du Nord-Est de la Sicile. Il s'étend dans une vallée fermée au sud par la Rocca Novara (1 340 mètres d’altitude), dite aussi Rocca Salvatesta, et la Rocca Leone (1 221 mètres d’altitude) et qui débouche au Nord sur la mer Tyrrhénienne.
Il est entouré par les communes de Francavilla di Sicilia, Fondachelli-Fantina, Mazzarrà Sant'Andrea, Rodì Milici et Tripi.

## Histoire

### Paléolithique
Le village de Novara di Sicilia a des origines très anciennes remontant au Paléolithique. En effet, on a retrouvé dans en mai 1951 un repaire datant de 8000 à 6000 av. J.-C. dans la localité nommée Sperlinga (en dialecte de Novara : Spiinga) dans la frazione de San Basilio. Plusieurs autres objets datant de cette époque ont été retrouvés et conservés au Musée archéologique éolien de Lipari et à l’Institut italien de Paléontologie Humaine de Rome,.

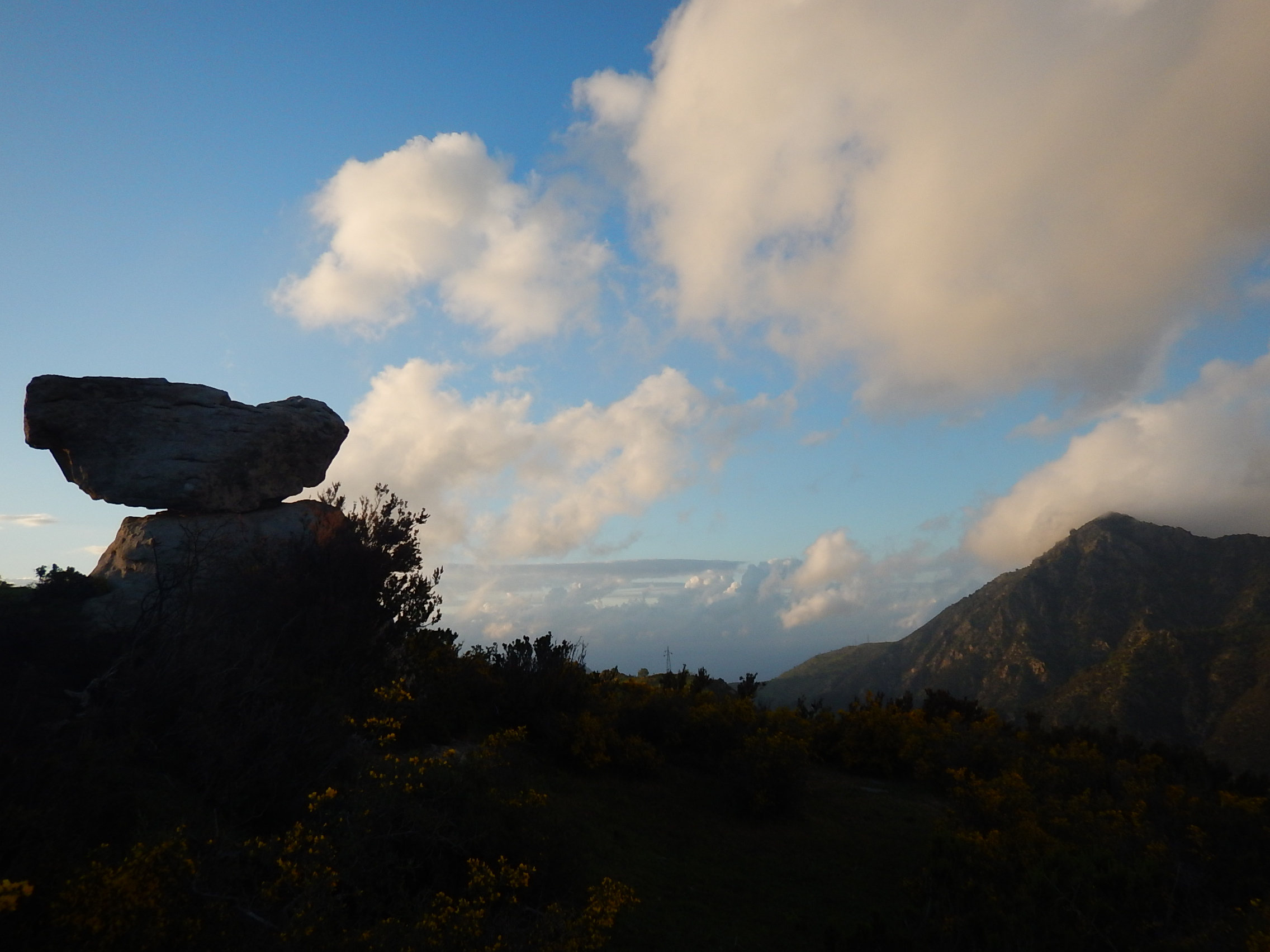
La Rocca Nkravaccada est proche de San Marco, un village de Novara di Sicilia.

Les habitants de Novara à l’Âge du fer sont les Sicanes, une peuplade considérée d’origine ibérique selon Thucydide, puis les Sicules, peuple qui donnera son nom à la Sicile.

### Période gréco-romaine
Le territoire de Novara n’est habité sans interruption que depuis la première moitié du VIIIe siècle av. J.-C., date à laquelle les premiers colons grecs arrivent en Sicile où ils fondent des colonies. Le village de Noa est alors bâti sur le versant Est-Sud-Est de la Rocca Novara.
En 459 av. J.-C., une bataille a lieu à Noa qui voit s’affronter le Roi des Sicules, Doukétios, aux Grecs de Sicile. Celle-ci est perdue par les Sicules qui abandonnent définitivement la zone aux Grecs. Pendant cette période, Noa accroît en importance car elle domine les routes, dont la Via Valeria, qui passent de la mer Tyrrhénienne à la mer Ionienne. En effet, les routes partant des villes de Tyndaris, Milazzo ou Tripi vers la cité grecque de Taormine traversent alors son territoire.
Aux alentours de 260 av. J.-C., Noa est une ville assez peuplée faisant désormais partie de l’Empire romain. Elle est citée dans les œuvres de Pline l’Ancien comme se trouvant à l’extrémité des Neptunes (Rocca Novara) et faisant face à la cité de Tyndaris. Les allusions à la cité de Noa par Pline l’Ancien sont les dernières avant que la cité ne tombe dans l’oubli. En effet, au début de l’ère chrétienne, elle est détruite à cause d’un cataclysme naturel de tout le Sud-Est de la Rocca Novara où les maisons sont rasées au sol. La ville tombe donc dans l’oubli pour ne ressurgir que plusieurs années plus tard en une seconde Noa, bâtie cette fois-ci sur la crête de la Rocca Leone, à environ 4 km de la précédente. La vieille cité de Noa reste quant à elle en ruine et sert de pâturage aux bergers qui y construisent des cubburi, petites édifices siciliens en pierre servant d’abri aux bergers,.

### Moyen Âge et période moderne

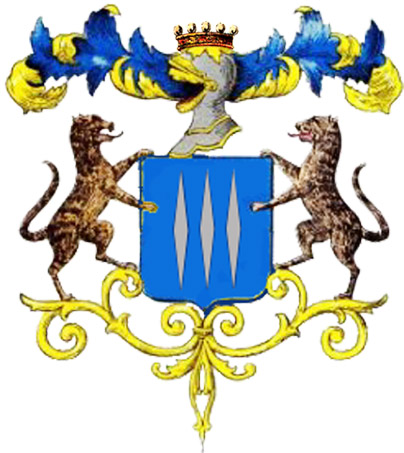
Blason de la famille Palizzi.

Avec la chute de l’Empire romain au Ve siècle, les Vandales occupent la partie occidentale de l’île et d’autres tribus barbares mènent des incursions en Sicile, dont les Francs, les Goths, les Wisigoths et les Huns. Ainsi, en 479, les Goths occupent la Sicile et le territoire de Novara où ils construisent des murailles, des tours et des châteaux dont on observe encore aujourd’hui les vestiges.
Au IXe siècle, les Sarrasins construisent un château à Novara qui restera habité jusqu'à la fin de la domination byzantine en Sicile.
Avec l'invasion normande de la Sicile, les Hauteville font construire une ville, à l'emplacement exact de l'actuel Novara di Sicilia, qui sert de fortification pouvant contrôler l'intégralité de la vallée à ses pieds. À cette époque, aux alentours de 1061 et 1072, des colons lombards s'installent dans l'ouest de la Sicile où ils fondent l'ethnie des Lombards de Sicile et usent de leur propre langue, le gallo-italique de Sicile, que les habitants de Novara restent aujourd'hui parmi les derniers à utiliser encore avec ceux de San Fratello, Nicosia et Sperlinga. En 1169, Novara est touchée par le séisme de Catane qui la détruit partiellement.
En 1171, l'abbé français Ugo (qui deviendra par la suite saint Ugo) s'installe à Novara sous le règne du roi Roger II et y fonde la première abbaye cistercienne de Sicile, l'abbaye Sainte-Marie de Novara qui avait été consacrée en 1137 par des moines basiliens. Saint Ugo deviendra vers 1600 le saint patron de la ville. Au XIIIe siècle, l'amiral Roger de Lauria fait édifier des fortifications dans le village et en 1298, Novara est appelée Castrum Nucariae.
Au XIVe siècle, les terres de Novara sont un fief de la famille d'origine normande Palizzi en la personne de Nicolo Palizzi en 1299, puis Matteo Palizzi en 1337 qui acheta en juin 1338 le titre de Comte de Novara. À partir de 1364, la ville passe aux mains du seigneur Vinciguerra d'Aragona, arrière-petit-fils du roi Frédéric II de Sicile.
Après la mort de Vinciguerra d'Aragona, Novara entre dans le domaine royal et est sous la juridiction directe des rois de Sicile jusqu'en 1391 quand le roi Martin Ier de Sicile la cède à Guglielmo Raimondo di Montecateno. Le 19 novembre 1397, ce dernier est chassé par le roi pour félonie et immédiatement après, Bartolomeo Gioeni, grand chancelier du royaume, s'invente un lien de parenté avec la défunte femme de Raimondo et demande par conséquent les terres de Novara. Le roi les lui concède alors sans vérifier ses dires et ce n'est qu'un an après qu'il découvre la vérité et récupère Novara. Bartolomeo Gioeni se présente alors auprès du Parlement sicilien qui décide que Novara n'est pas un territoire domanial mais bien une baronnie et il récupère donc de manière perfide le village.
Petronio Gioeni hérite de la baronnie de Novara à la mort de son père et la transmet à son fils Bartolo. Ce dernier n'ayant pas d'héritier, c'est son frère Perrucchio qui lui succède et reçoit en 1453 l'investiture du roi Alphonse V d'Aragon. Novara passe ensuite entre les mains de Bartolomeo III Gioeni, fils de Perrucchio, puis dans celle de son fils Lorenzo et enfin à partir de 1542 elle devient une propriété du gendre de ce dernier, le baron Colonna. Le dernier feudataire fut Tommaso Gioeni qui la vendit au roi au XVIIe siècle.
Vers 1400, le dôme de Sainte-Marie-de-l'Assomption est bâti dans le centre historique de Novara. Il appartient à l'Archidiocèse de Messine-Lipari-Santa Lucia del Mela.
En 1612, Novara di Sicilia obtient le statut de commune autonome (università à l'époque).
Entre le XVIIe siècle et le XVIIIe siècle, Novara change plusieurs fois de feudataire. En 1641, le général et amiral Marcantonio V Colonna (1606-1659) l'achète puis l'offre à sa femme Isabella Gioeni qui est déjà Princesse de Castiglione. En 1723, les ducs d'Anjou qui en étaient entrés en possession l'attribuent à la famille Gioeni de Catane.
À la fin du XVIIe siècle est définitivement terminée la construction du centre historique qui garde le même aspect encore aujourd'hui, la partie la plus ancienne étant celle du quartier de San Francesco (autour de l'église du même nom) puis, chronologiquement, les quartiers de San Sebastiano, de San Filippo Neri (autour de l'oratoire Philippe Néri, actuelle mairie de la commune), de San Giorgio et de Sant'Antonio,.

### Période contemporaine

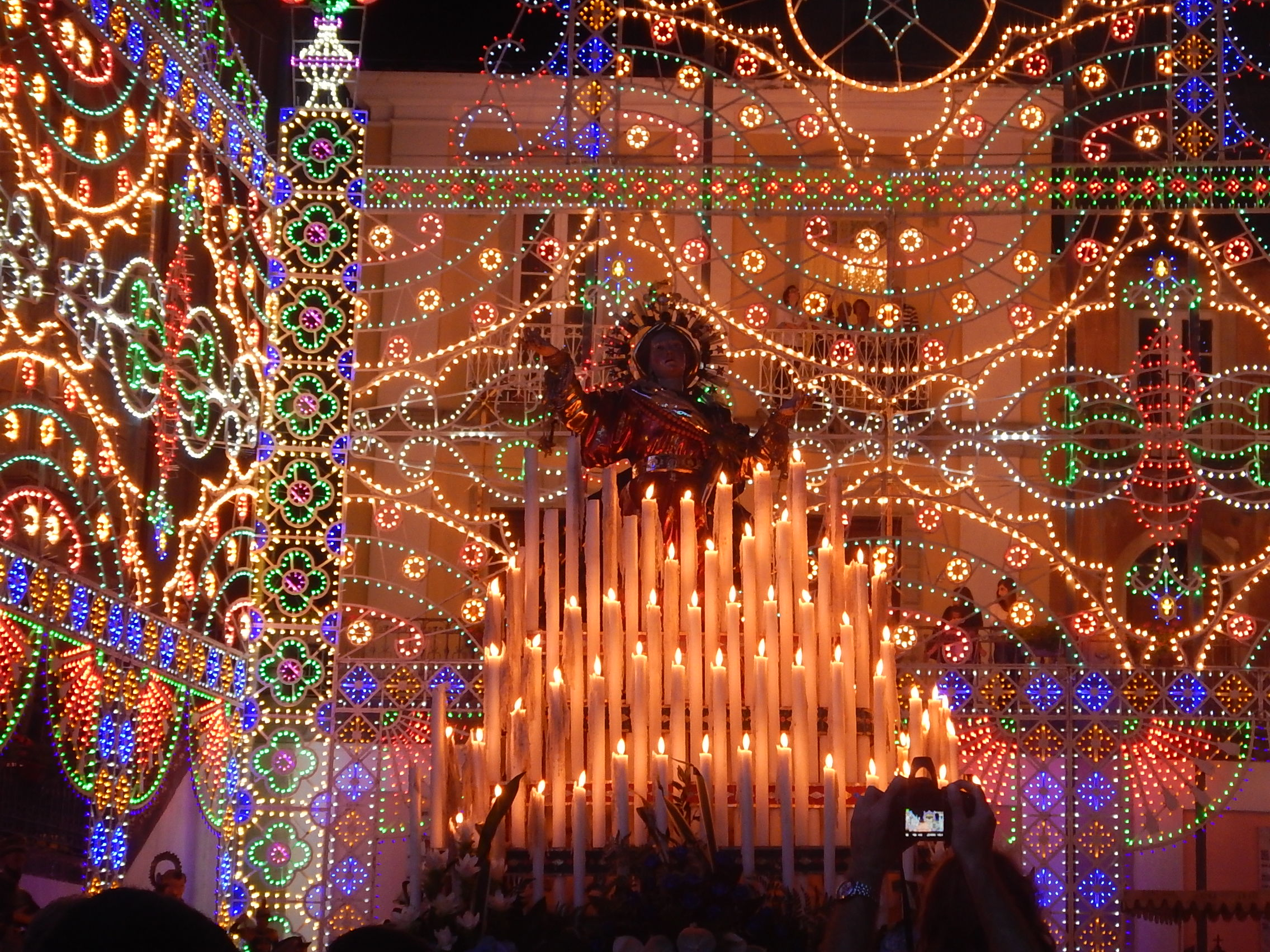
festival en Août de l'Assomption de Marie

Pendant la Seconde Guerre mondiale, Novara est touchée par un bombardement anglo-américain le 9 et le 12 août 1943 qui détruit des édifices et touche également de nombreuses autres communes de la Province de Messine.

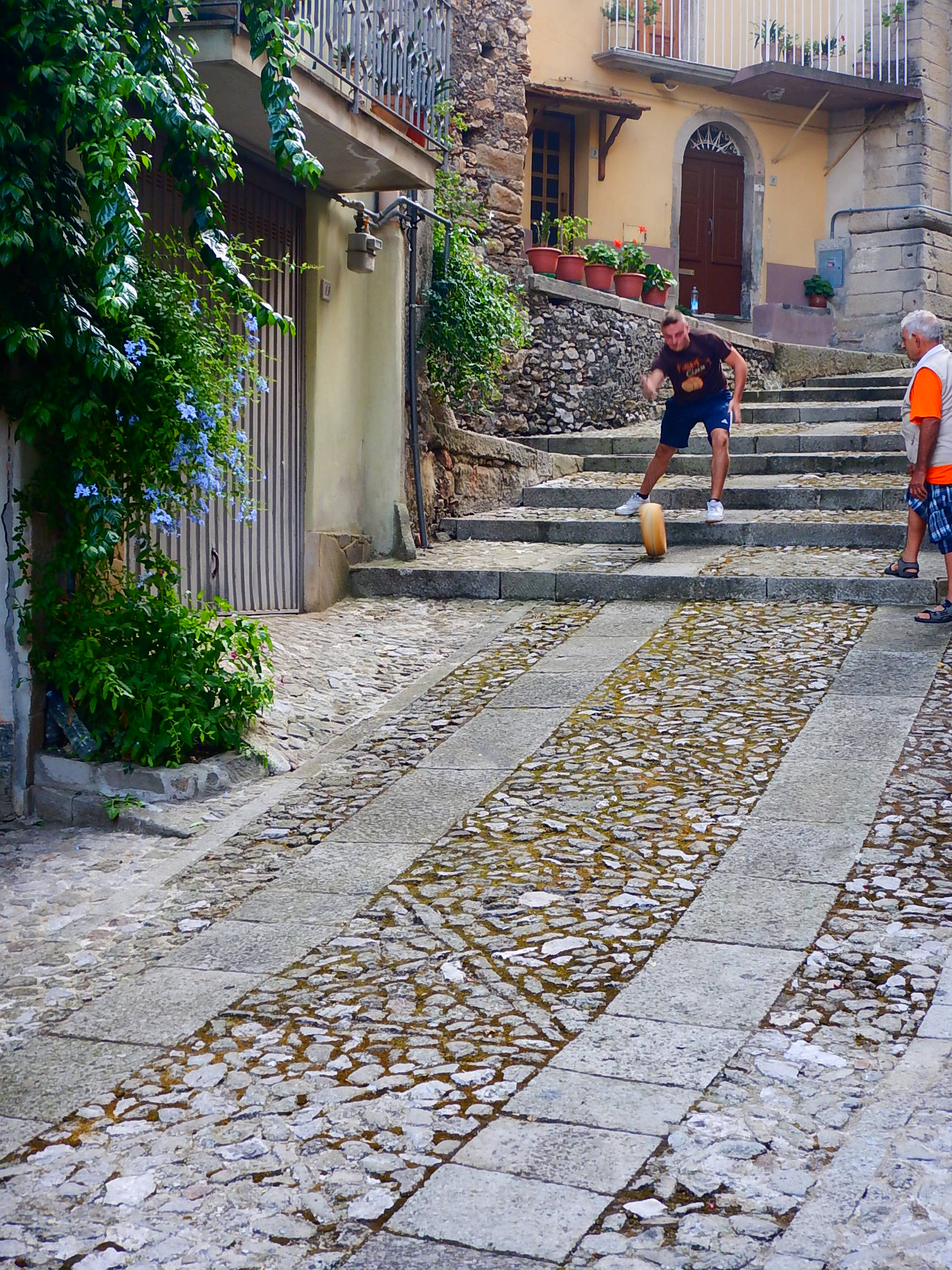
le tradiotionnel tournoi du fromage Maiorchino se deroule dans le periode du Carnaval avec épreuves aussi en aout

## Administration

### Liste des maires dès 1820
| Période                                  | Période | Identité                          | Étiquette                | Qualité                                                      |
| ---------------------------------------- | ------- | --------------------------------- | ------------------------ | ------------------------------------------------------------ |
| 1820                                     | 1825    | Giuseppe Russo                    | Bourbons                 |                                                              |
| 1826                                     | 1827    | Antonino Rao Costa                | Bourbons                 | Don                                                          |
| 1828                                     | 1831    | Giuseppe Caruta                   | Bourbons                 |                                                              |
| 1831                                     | 1835    | Francesco Stancanelli             | Bourbons                 | Don                                                          |
| 1835                                     | 1837    | Salvatore Orlando                 | Bourbons et Libéraux     |                                                              |
| 1838                                     | 1839    | Giuseppe Stancanelli              | Bourbons                 |                                                              |
| 1840                                     | 1843    | Rosario Stancanelli               | Bourbons                 |                                                              |
| 1844                                     | 1845    | Paolo Salvo                       | Bourbons                 |                                                              |
| 1846                                     | 1848    | Salvatore Orlando                 | Bourbons et Libéraux     |                                                              |
| 1849                                     | 1850    | Angelo Truscelli                  | Bourbons                 |                                                              |
| 1851                                     | 1852    | Antonino Caruta                   | Bourbons                 | Don                                                          |
| 1852                                     | 1855    | Giachino Stancanelli              | Bourbons                 |                                                              |
| 1856                                     | 1859    | Andrea Stancanelli                | Bourbons                 |                                                              |
| 1856                                     | 1860    | Gioacchino Stancanelli            | Bourbons                 |                                                              |
| 1860                                     |         | Unification de l'Italie           |                          |                                                              |
| 1860                                     | 1861    | Francesco Sofia                   | Patriote du Risorgimento | Président municipal, 1er maire de Novara après l'unification |
| 1861                                     | 1863    | Giacchino Bertolami               |                          |                                                              |
| 1864                                     | 1865    | Antonino Orlando                  |                          |                                                              |
| Les données manquantes sont à compléter. |         |                                   |                          |                                                              |
| 1893                                     | 1893    | Antonino Russo                    |                          | Conseiller de la Province de Messine                         |
| Les données manquantes sont à compléter. |         |                                   |                          |                                                              |
| 1900                                     | 1902    | cav. Vincenzo Stancanelli         |                          |                                                              |
| 1903                                     | 1903    | Antonino Russo                    |                          |                                                              |
| 1904                                     |         | Giuseppe di Gioachino Stancanelli |                          |                                                              |
| Les données manquantes sont à compléter. |         |                                   |                          |                                                              |
| 1985                                     | 1990    | Giovanni Ferrara                  | Démocratie chrétienne    |                                                              |
| 1990                                     | 1993    | Enzo Maymone                      | Démocratie chrétienne    |                                                              |
| 1993                                     | 2002    | Antonio Sofia                     |                          | Réélection en 1997                                           |
| 2002                                     | 2002    | Michele Truscello                 |                          | Réélection en 2007                                           |
| 2012                                     | actuel  | Girolamo Bertolami                |                          | Docteur                                                      |

## Langue

Carte des parlers gallo-italiques de Sicile.

Les parlers gallo-italiques de Sicile ont été formés avec l'arrivée en Sicile des soldats et colons dits « lombards » de l’Italie du Nord après la conquête normande de l'Italie du Sud par les troupes du comte Roger de Hauteville. Ce mot de lombard désigne en réalité surtout des Piémontais de la région de Montferrat qui faisait alors partie de la Longobardie/Lombardie, royaume bien plus vaste que la région actuelle. À la fin du XIe siècle, la Sicile a été repeuplée par ces colons venus du Montferrat historique (où l'on parle le piémontais), de l'intérieur des terres du Ponant ligure et de petites fractions de populations venues de petites zones occidentales de la Lombardie proprement dite et de l'Émilie, proches du Montferrat. Selon la plupart des spécialistes, ces migrations se seraient poursuivies jusqu'au XIIIe siècle.
Les parlers de ces colons en provenance du Montferrat se sont longtemps maintenus en Sicile, mais les îlots linguistiques ainsi créés sont seulement le reliquat de cette période médiévale, assimilés aux dialectes siciliens qui les entourent et donc menacés de disparition bien avant l'arrivée de la télévision. Les centres principaux de ces parlers sont : Nicosia, Sperlinga, Piazza Armerina, Valguarnera Caropepe et Aidone en province d'Enna ; San Fratello, Acquedolci, San Piero Patti, Novara di Sicilia, Fondachelli-Fantina, Montalbano Elicona, Tripi en province de Messine.
Les principaux centres du langue gallo-italique sont, dans la province de Messine, San Fratello (San Frareau en gallo-italique), Novara di Sicilia (Nuè en gallo-italique) ; dans la province d'Enna, Nicosia et Sperlinga (Sperrënga en gallo-italique).
Le nom précis du dialecte gallo-italique parlé à Novara est le Patua de Nue.
| Patua de Nue | Sicilien     | Italien      | Français      |
| ------------ | ------------ | ------------ | ------------- |
| Enni         | Anni         | Anno         | Année         |
| Pauolli      | Paroli       | Parole       | Paroles       |
| Sinsu        | Senzu        | Senzo        | Sens          |
| Quari        | Quali        | Quali        | Quels         |
| Giurnari     | Jurnali      | Giornali     | Journaux      |
| Peupuru      | Pòpulu       | Popolo       | Peuple        |
| Zuora        | Zona         | Zona         | Zone          |
| Popuraziuri  | Pupulazzioni | Populazzione | Population    |
| Luntéu       | Luntanu      | Lontano      | Loin/Lointain |
| Spagneuru    | Spagnolu     | Spagnolo     | Espagnol      |
| Ginti        | Genti        | Gente        | Gens          |

## Démographie
| Année | Nombres d'habitants, |
| ----- | -------------------- |
| 1600  | 1628                 |
| 1861  | 4996                 |
| 1871  | 5419                 |
| 1881  | 5613                 |
| 1901  | 6792                 |
| 1911  | 6673                 |
| 1921  | 6785                 |
| 1931  | 5866                 |
| 1936  | 5720                 |
| 1951  | 4932                 |
| 1961  | 4324                 |
| 1971  | 3059                 |
| 1981  | 3039                 |
| 1991  | 2197                 |
| 2001  | 1731                 |
| 2011  | 1413                 |

### Ethnies et minorités étrangères
Selon les données de l’Institut national de statistique (ISTAT) au 31 décembre 2009 la population étrangère résidente était de 59 personnes. Les nationalités majoritairement représentatives étaient :
| Rang | Pays     | Population | Pourcentage |
| ---- | -------- | ---------- | ----------- |
| 1    | Roumanie | 36         | 2,44%       |

## Lieux d'intérêt

### Édifices religieux

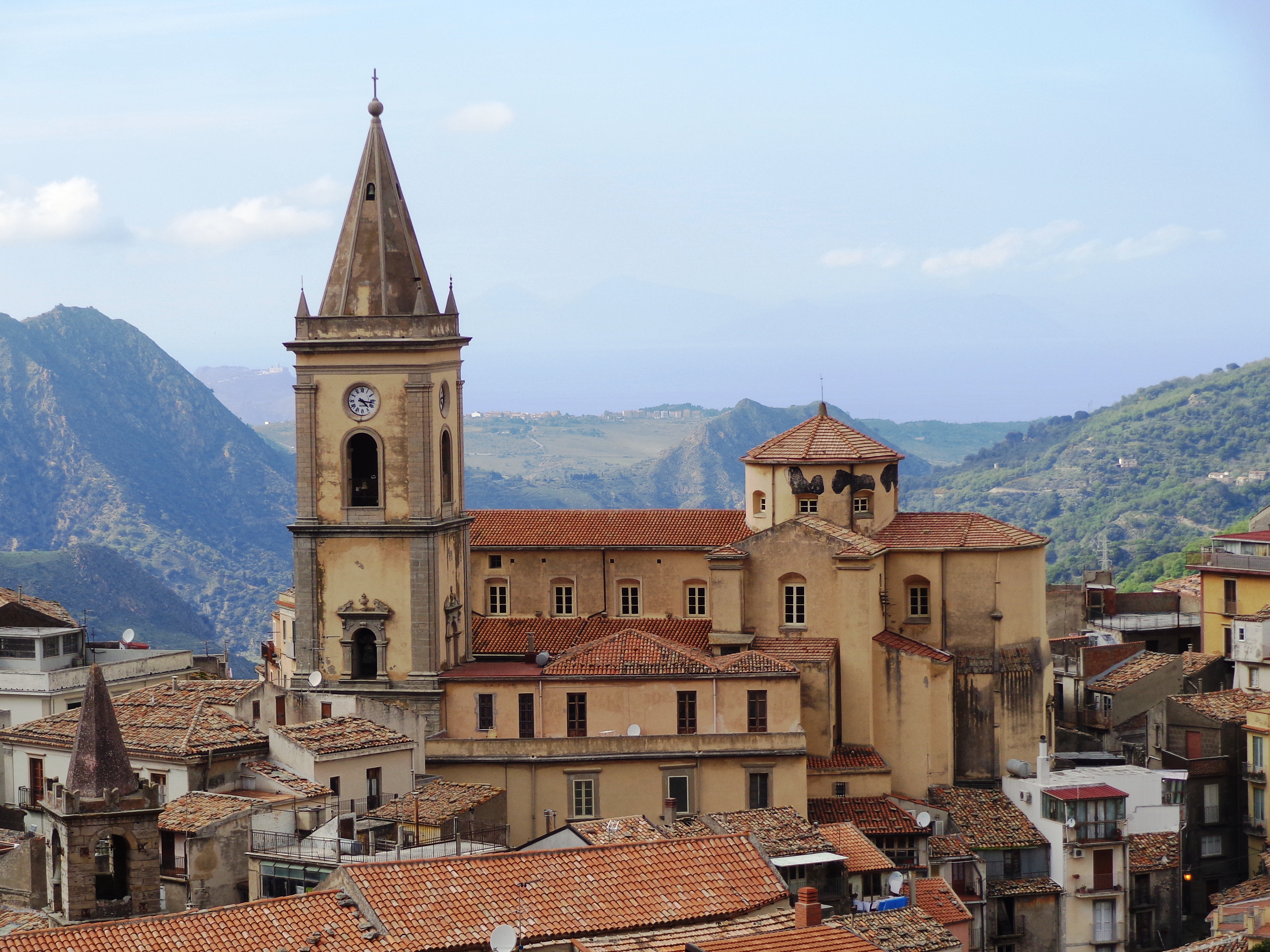
La cathédrale.

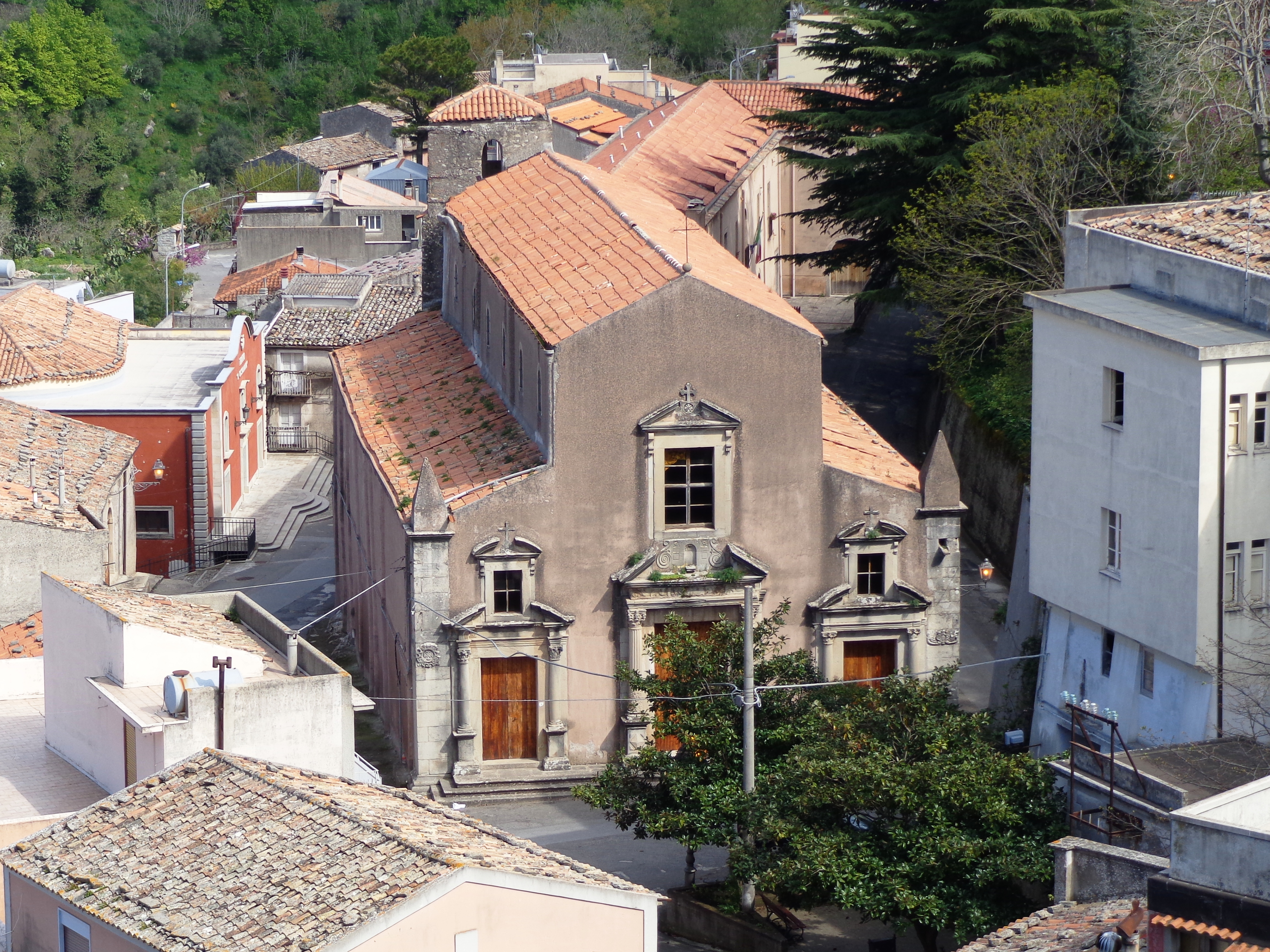
Église Saint-Georges.

- La cathédrale ou dôme Sainte-Marie-de-l'Assomption : devant l'autel de la cathédrale de Novara di Sicilia, une trappe mène à la crypte. Les saints étaient traditionnellement enterrés sous les autels afin d'attirer la protection divine sur l'église. Plus l'emplacement de la tombe était proche de l'autel, plus il était recherché par les fidèles[12]. On peut trouver dans cette crypte une curiosité, des chats momifiés. Ceux-ci se sont retrouvés piégés dans la crypte et par un phénomène naturel de ventilation ont été momifiés. Au dessus de la sacristie, un très ancien harmonium mérite la visite.
- L'abbaye Sainte-Marie de Novara (aussi appelée Santa Maria di Nucaria, Santa Maria di Nuara et Santa Maria di Vallebona) est la première abbaye cistercienne. Elle a été fondée en 1137 comme monastère basilien par initiative du roi Roger II de Sicile[13].
- L'église Saint-François (Chiesa di San Francesco) a été construite au XIIIe siècle. À l'origine bâtie comme une église des frères franciscains, elle est aujourd'hui la plus ancienne et la plus petite du bourg[12].
- L'église de l'Annonciation date du XVIIe siècle. Elle possède trois nefs accompagnées de colonnades. Parmi les œuvres qui y sont conservées, on peut citer un orgue datant du XVIIIe siècle et trois statues de marbre sculptées en 1531 par le Toscan Giovan Battista Mazzolon, né à Carrare et émigré en Sicile vers 1510[12].
- L'église de Saint-Ugo Abate, actuellement en restauration, date du XVIIe siècle et se trouve dans la partie haute du village. Anciennement bâtie comme église sœur de l'abbaye Sainte-Marie de Novara vers 1135, elle a été détruite puis reconstruite à de multiples reprises. La jarre de saint Ugo, important reliquaire local (en réalité un vase datant de l'époque arabe), y est conservée[12].
- L'église Saint-Nicolas (Chiesa di San Nicolò), récemment restaurée, date du XVIIe siècle et se trouve au centre du bourg[12].
- L'église monumentale de Saint-Georges Martyr (Chiesa di San Giorgio) se trouve dans la partie basse du village et a été construite au XVIIe siècle. Elle sert aujourd'hui d'auditorium[12].
- L'église Saint-Antoine Abbé (Chiesa di Sant'Antonio Abate) se trouve à proximité de l'église Saint-Georges. Elle est plus ancienne que la précédente et a été bâtie aux alentours de 1500 dans un style normand et avec un campanile[12].

### Palazzinobiliaires
- Palazzo Russo[12],[5].
- Palazzo Stancanelli[12],[5]. Il existe de nombreux palazzi Stancanelli à Novara di Sicilia en raison de l'importance de cette famille qui donna de nombreux maires (Francesco Stancanelli, Giuseppe Stancanelli, Rosario Stancanelli, Giachino Stancanelli, Andrea Stancanelli et Gioacchino Stancanelli) ainsi qu'un préfet de la province de Messine (Antonino Stancanelli) et un député italien (Girolamo Stancanelli) et était d'ailleurs l'une des rares de la commune à porter le titre de don[10]. Il existe ainsi à Novara une Via Stancanelli (rue Stancanelli), une Piazza Stancanelli Basile (place Basile Stancanelli), un cortile Stancanelli (cour Stancanelli) et une Via Antonino Stancanelli (rue Antonino Stancanelli en honneur au préfet Antonino Stancanelli).
- La Casa Fontana a été construite aux environs de 1700 à proximité de la cathédrale. Elle est entourée par des murailles basses datant de 1600[12].
- La mairie de la commune, ancien Oratoire Saint-Philippe Néri[12].
- Les palazzi de la famille Salvo sont au nombre de deux. Le premier situé dans le quartier San Francesco, à proximité de l'église San Francesco, est la Villa Salvo qui aurait été construit à l'emplacement de la plus ancienne maison de Novara. Le second se trouve sur la Via Duomo et porte le nom de Palazzo Salvo Risicato. Il a récemment été racheté par la commune[12],[3].

### Autres
- L'ancien château de Novara, aujourd'hui en état de ruine, se trouve sur un des monts surplombant le village de Novara d'où il est possible de voir les îles Éoliennes. C'est à ses pieds que débute la Via Dante Alighieri qui mène à la cathédrale[12]. Il fut construit par les Sarrasins au IXe siècle mais les envahisseurs Goths avaient déjà construit à cet emplacement un castrum de petite taille[3].
- Le théâtre communal « Casalaina » de Novara di Sicilia est nommé ainsi en l'honneur du musicien Riccardo Casalaina (1881-1908), originaire du village et mort lors du séisme de 1908 à Messine[12].
- Grotte de la Sperlinga[5].
- Rocca Salvatesta[12],[5].

## Situation administrative

### Hameaux
San Basilio, San Marco, Vallancazza, Piano Vigna, Badia Vecchia, Santa Barbara et Scellia

### Communes limitrophes
Fondachelli-Fantina, Francavilla di Sicilia, Mazzarrà Sant'Andrea, Rodì Milici, Tripi

## Personnalités liées à la commune
- Girolamo Stancanelli (1883, Novara di Sicilia - ?), député italien.
- Antonino Stancanelli (1902, Novara di Sicilia - ?), Préfet de la Province de Messine de 1943 à 1944.
- Franco Cucinotta (22 juin 1952, Novara di Sicilia), joueur de football suisse.
- Sébastien Buemi (31 octobre 1988, Aigle), pilote automobile suisse dont les grands-parents étaient originaires de Novara di Sicilia.